# Giga Shanghai
La Tesla Giga Shanghai (ou Gigafactory 3 (en chinois : 特斯拉上海超级工厂)), parfois appelée Gigafactory de Shanghai ("Shanghai Gigafactory" en anglais), est une usine de l'entreprise automobile américaine Tesla à Shanghai en Chine.  
L'installation est destinée à produire plusieurs milliers de voitures par semaine, de type Tesla Model 3 puis Tesla Model Y, avec un objectif de production de 500 000 véhicules par an.
Le 30 décembre 2019, moins d'un an après le début de la construction de l'usine, Tesla livre les premières Model 3 sorties des lignes de production de la Gigafactory 3.

## Histoire
Le 8 mai 2018, la filiale Tesla Shangaï a été créée, avec un capital social de 100 millions de yuans, entièrement détenue par Tesla Motors Hong Kong. Le 10 juillet 2018, Tesla signe l'accord avec le gouvernement régional de Shangaï afin de construire la troisième Gigafactory de Tesla et la première de Chine. La Gigafactory 3 n'est destinée à l'origine qu'à alimenter le marché chinois.
Le gouvernement régional de Shangaï a approuvé le projet de construction de l'usine en juillet 2018, et un bail à long terme a été signé pour 210 acres de terrain en octobre 2018. Ce terrain se place au niveau de l'embouchure de la ville de Shanghai à seulement quelques hectomètres de la côte et du port.
Le 7 janvier 2019, le PDG de Tesla, Elon Musk, se rend sur place afin de réaliser la cérémonie inaugurale et de lancer officiellement la construction de l'usine. La vitesse de construction de la Gigafactory est exceptionnelle, puisque dès septembre 2019 la Phase 1A est terminée et la Phase 1B, destinée à produire les packs batteries, est commencée .
Le 17 octobre 2019, la Chine ajoute Tesla à la liste des constructeurs automobiles agréés. Le 13 novembre 2019, Tesla obtient des autorités chinoises le permis lui permettant de lancer la production. C'est enfin le 6 décembre 2019 que Tesla reçoit le certificat lui permettant de vendre et livrer les véhicules aux clients. En outre, ce certificat stipule que les Model 3 sont éligibles à une aide de l'État chinois de 24 750 yuans (environ 3200 euros). Le 30 décembre 2019, Tesla livre les premières Model 3 sorties des lignes de production de la Gigafactory 3. L'usine a été construite en moins d'un an.
Peu de temps après, Tesla annonce une grande expansion de l’usine pour accueillir la production du Model Y. La construction de la phase 2A démarre donc en février 2020 et est une nouvelle fois extrêmement rapide. Dès septembre 2020, le bâtiment principal est terminé et la phase 2B, destinée à produire les moteurs électriques, est commencée.

## Description

### Phase 1A
En février 2019, les travaux de la phase 1A débutent sur la partie Nord-Ouest du terrain. Ce bâtiment abritera les lignes de production pour la Tesla Model 3. Longue d'environ 850 m et large d'environ 150 m, la structure peut être divisée en 4 sous-parties :
- Sous-partie haute au Sud : 18 000 m² : emboutissage des pièces du châssis et de la carrosserie.
- Sous-partie basse à l'Est : 40 000 m² : assemblage du "Body in white", soudure et collage des pièces du châssis et de la carrosserie.
- Sous-partie haute au Nord : 22 000 m² : atelier de peinture.
- Sous-partie basse à l'Ouest : 40 000 m² : ligne finale d'assemblage "General Assembly", ajout des éléments vitrés, sellerie...

La construction se termine en septembre 2019, la production y commence en décembre. Successivement en mars 2020 puis en mars 2021, des travaux d'extension sont lancés sur la sous-partie haute au Sud du bâtiment. Ces agrandissements permettent à chaque fois l’installation d’une nouvelle machine d'emboutissage. A l’été 2021, les trois machines ainsi installées permettent d’atteindre une capacité de production de plus 500 000 véhicules par an.

### Phase 1B
Les travaux de la phase 1B sont lancés dès septembre 2019 sur la partie Sud-Ouest du terrain. Ce bâtiment permettra la production des packs batteries pour environ 500 000 véhicules par an. Long d'environ 150 m et large d'environ 150 m, le bâtiment est construit dans un délai bien plus réduit, la production y est lancée dès janvier 2020.

### Phase 2A
En février 2020, Tesla entame la construction d'un nouveau bâtiment de taille importante. Située sur la partie Sud-Est du terrain, la construction abrite dès fin 2020 la production du Model Y. Les dimensions de la structure sont assez semblables à celles de la phase 1A mais l'on observe déjà des disparités :
- Ce bâtiment ne comporte pas d’atelier d’emboutissage car celui de la phase 1A permet la production des pièces du Model Y.
- L’assemblage du « Body in white » se fait sur deux niveaux contre un pour la Model 3. La surface de production est donc augmentée d’environ 20% avec 24 000 m² au sol.
- L’atelier de peinture voit sa surface au sol augmenter d’environ 30% avec 30 000 m².
- Les docks pour les camions de livraisons sont maintenant semi-abrités pour permettre un déchargement plus rapide.

### Phase 2B
A l’été 2020, la construction des premiers bâtiments de la phase 2B commence.
D’abord à l’extrême Sud-Est du terrain, plusieurs petits ateliers vont abriter une sous station électrique, les contrôles qualités et la fabrication des pièces plastiques (comme le moulage des pare-chocs). Un autre atelier un peu plus grand va abriter 3 machines de moulage sous pression de pièces d’aluminium. Les fameuses GigaPress vont permettre la fabrication de la partie arrière du châssis en une seule grosse pièces d’aluminium de 130 kg.
À partir du printemps 2021, tous ces bâtiments commencent à être agrandis et reliés entre eux. De nouvelles GigaPress devraient être installées, sans doute pour la production de la partie avant du châssis du Model Y.
Sur la partie Sud-Ouest du terrain. Un nouveau bâtiment sur deux niveaux et d’une superficie au sol comparable à la phase 1B va permettre la production des moteurs pour 500 000 véhicules par an. Celui-ci est relié par des passerelles aux phases 1B et 2A.

### Phase 2C
Au début de l’année 2021, la construction de deux nouveaux bâtiments de taille moyenne commence. Le premier constitue en fait une extension au Nord de la phase 2A, il pourrait servir d’entrepôt de stockage pour les pièces de carrosserie embouties ou pour des composants de fournisseurs extérieurs.
Le second est bâti au Nord-Est du terrain. D’une superficie d’environ 25 000 m² au sol, il pourrait abriter le centre de design et de développement dont Tesla parle depuis un certain temps.

## Production

### Model 3
Depuis novembre 2019, la Gigafactory 3 a commencé à produire des Tesla Model 3 identiques à celles commercialisées en Amérique et en Europe. Tesla a choisi de ne produire d'abord que le modèle dit "Standard Plus" à savoir le plus abordable. Ce modèle est commercialisé pour le prix de 355 800 yuans (environ 50 000 dollars) avant les aides gouvernementales, ce qui ne représente qu'une baisse d'environ 3 % par rapport au même modèle précédemment importé.
Au lancement de la production, les éléments fabriqués sur place sont le châssis et la carrosserie, ceux-ci sont ensuite assemblés puis peint, et enfin intervient l'assemblage final de tous les éléments notamment intérieurs du véhicule. Le bloc motopropulseur (batterie et moteur) ainsi que les sièges, les vitres et les éléments plastiques sont encore produits aux Etats-Unis et importés.
En janvier 2020, Tesla opère une baisse de prix sur le modèle, celui-ci est maintenant commercialisé au prix de 323 800 yuans (environ 46 500 dollars) et bénéficie d'une aide gouvernementale de 24 750 yuans. Cela permet à Tesla de faire tomber son prix sous la barre des 300 000 yuans (environ 43 000 dollars). Cette baisse de prix est liée à la mise en service de la production locale des packs batterie dans la phase 1B de l'usine, dont la construction vient de s'achever. À ce moment, plus de 40 % des pièces nécessaires à la construction du véhicule sont d'origine chinoise. Les ouvriers travaillent 6 jours par semaine et 8 heures par jour. Le rythme moyen de production à la fin janvier est de 20 véhicules par heure, soit 1 000 véhicules par semaine.
La première moitié du mois de février 2020 est marquée par un arrêt de la production dû au Covid-19, fin février Tesla China annonce que la montée en cadence de la production à tout de même pu s'opérer. Tesla China a également réorganisé le temps de travail des ouvriers avec un passage à 2 créneaux de 8h par jour. Le rythme moyen de production est d’environ 25 véhicules par heure, soit supérieur à 2 000 véhicules par semaine durant tout le mois de mars.
Pour le 2e trimestre 2020, la ligne de production atteint son rythme nominal de 30 véhicules par heure, soit environ 3 000 véhicules par semaine. Cela permet à Tesla China de retirer de son catalogue les véhicules encore importés des Etats-Unis. À partir du 10 avril 2020, le modèle Grande Autonomie AWD est remplacé par le modèle Grande Autonomie RWD de production chinoise, les premières livraisons interviennent début juin. Le modèle Performance chinois sera lui disponible début 2021. Cela permet à Tesla de rendre la Chine totalement indépendante de la production de son usine californienne, notamment alors que celle-ci est à l'arrêt à cause du Covid-19. Cette montée de la cadence de production permet également une meilleure compétitivité et donc une nouvelle baisse des prix.
Début septembre 2020, intervient la mise en service de la 2e machine d’emboutissage. En ajoutant un troisième créneau de 8h et la production le dimanche, Tesla China est enfin en mesure d’atteindre l'objectif de 5000 véhicules produits par semaine, soit l’équivalent de 250 000 véhicules par an. L’usine fonctionne maintenant 24 heures sur 24, 7 jours sur 7. Une pause de 10 jours fin septembre permet d’opérer une série de modifications dans l’usine, elles vont permettre la mise en production de nouveaux packs batteries utilisant des cellules LFP fournis par CATL et de modèles destinés à l’export. En octobre 2020, près de 10 000 Model3 Standard Plus chinoise partent en effet pour être livrées en Europe dans les pays à conduite à gauche.
Début 2021, la phase 2B est terminée, elle permet une production locale des moteurs et des pièces plastiques. Le modèle Grande Autonomie AWD vient donc remplacer le modèle Grande Autonomie RWD. La production des modèles restylés et des modèles à conduite à droite commence également, permettant l’exportation vers des pays comme le Royaume Uni, l’Australie, ou le Japon. Sur toute la première moitié de l’année 2021, la production est constante à un rythme d’environ 5 000 véhicules par semaine. Près de 40 % de la production part à l’export. Uniquement le modèle Standard Plus est exporté dans les pays à conduite à gauche, tandis que les pays à conduite à droite bénéficient également du modèle Grande Autonomie. Sur cette période plus des trois quarts des Model 3 produites sont des versions "Standard Plus".
En juillet 2021, Tesla indique que la Giga Shanghai est désormais le principal hub d'exportation vers l'Europe. Cela signifie que, sauf exception, toutes les Model 3 importées en Europe sont maintenant produites à Shanghai.
|           | 2020       | 2020                    |            | 2021                    | 2021 |
| Mois      | Production | Livraison (dont export) | Production | Livraison (dont export) |      |
| --------- | ---------- | ----------------------- | ---------- | ----------------------- | ---- |
| Janvier   | ~ 2 600    | 2 620                   | 21 099     | 23 200 (9 000)          |      |
| Février   | ~ 3 900    | 3 900                   | 18 321     | 19 002 (5 314)          |      |
| Mars      | 10 158     | 10 160                  | 21 988     | 25 327                  |      |
| Avril     | 11 211     | 3 635                   | 22 136     | 20 425 (14 174)         |      |
| Mai       | 11 501     | 11 095                  | 21 692     | 20 735 (11 527)         |      |
| Juin      | ~ 11 200   | 14 954                  | 22 118     | 21 532 (5 017)          |      |
| Juillet   | 12 571     | 11 041                  | 23 227     | 22 738 (16 137)         |      |
| Août      | 12 714     | 11 800                  | 19 969     | 23 336 (22 027)         |      |
| Septembre | 12 212     | 11 329                  | 24 394     | 22 973 (3 853)          |      |
| Octobre   | 22 929     | 12 143 (~ 10 000)       |            |                         |      |
| Novembre  | 21 534     | 21 604                  |            |                         |      |
| Décembre  | ~ 23 000   | 23 804                  |            |                         |      |
| Total     | ~ 155 530  | 138 085 (~ 10 000)      | 194 944    | 199 268 (87 049)        |      |

### Model Y
La production du Model Y a commencé à la Gigafactory 3 en décembre 2020. Le premier modèle produit est le modèle Grande Autonomie AWD, comme aux Etats-Unis. Tesla baisse les prix du modèle juste avant les premières livraisons afin de garder une certaine cohérence avec ceux pratiqués aux Etats-Unis et avec ceux de la Model 3. Les premières livraisons ont lieu fin janvier 2021.
La montée des cadences de production s’effectue sans grandes difficultés. Le Model Y présente en effet de grandes similitudes avec la Model 3. De plus, l’assemblage de son châssis est simplifié grâce à l’introduction des GigaPress. Le taux des voitures devant être reprises en fin de ligne de production à cause d’un défaut n’est que de 2%, l’un des chiffres les plus bas du marché.
En janvier 2021, les ouvriers travaillent 6 jours par semaine et 8 heures par jour. Le rythme moyen de production à la fin du mois est de 20 véhicules par heure, soit 1000 véhicules par semaine. Dès la fin du mois de février, ce rythme atteint les 30 véhicules produits par heure.
Tesla China introduit un deuxième créneau de 8h à la mi-mars mais des problèmes d’approvisionnement occasionnent un arrêt de la production durant les 2 premières semaines d’avril. A la fin avril, la ligne atteint un rythme de production de plus de 35 véhicules par heure. Les ouvriers travaillent toujours sur deux créneaux de 8h par jour et 6 jours par semaine. La production conserve ce rythme en mai mais doit de nouveau être réduite à plusieurs reprises durant l'été faute de composants.
En juillet 2021, Tesla commence la production de Model Y destinés à l'exportation vers l'Europe. La version "Standard" possédant une batterie plus petite et un seul moteur entre également en production pour la Chine et Hong Kong.
Selon certains rapports, la production aurait atteint des pics de 1 600 véhicules produits par jour en septembre.
| 2021      | Production | Livraison (dont export) |
| --------- | ---------- | ----------------------- |
| Janvier   | 3 720      | 1 641                   |
| Février   | 5 311      | 4 630                   |
| Mars      | 8 803      | 10 151                  |
| Avril     | 8 358      | 5 420                   |
| Mai       | 15 169     | 12 728                  |
| Juin      | 8 778      | 11 623                  |
| Juillet   | 13 825     | 10 354 (8 210)          |
| Août      | 21 785     | 17 198 (5 622)          |
| Septembre | 25 984     | 33 033                  |
| Total     | 111 733    | 106 778 (13 832)        |

### Pack batterie
Pour démarrer la production de la Model 3 en novembre 2019, Tesla a d’abord importé des packs batterie de la Giga Nevada. Ceux-ci étaient alors constitués de cellules 2170 Panasonic.
En janvier 2020, la production des packs batteries a débuté dans la phase 1B mais contrairement à l'annonce initiale, la Giga Shanghai ne produit pas encore ses propres cellules de batteries.
Tesla avait signé dès 2019 un contrat d’approvisionnement avec LG Chem pour la fourniture de cellules 2170. Mais, alors que les cellules Panasonic utilisent la chimie NCA (90% nickel – 5% cobalt – 5% aluminium), les cellules fournies par LG Chem sont dites NCM (80% nickel – 10% cobalt – 10% manganèse), leur capacité énergétique est légèrement inférieure, 16,9 Wh contre 17,6 Wh. La différence sera peu perceptible, notamment grâce à l’efficience de la Model 3.
Mi 2020, Tesla a également signé un contrat d'approvisionnement auprès du fabricant chinois CATL, celui-ci prévoit un approvisionnement pour une quantité indéterminée jusqu’à fin 2022. Cette fois, ceux sont le format et la chimie de ces cellules qui diffèrent de ceux utilisés par Tesla habituellement. Les cellules fournies par CATL sont au format rectangulaire et utilisent la chimie dite LFP (lithium - fer - phosphate). Celles-ci ne contient pas de cobalt, sont moins chères et ont une meilleure longévité. Elles ont cependant une capacité énergétique plus faible. Tesla n’utilise donc les cellules CATL que pour les Model 3 et Model Y à Autonomie Standard et réserve les cellules LG Chem aux Model 3 et Model Y Grande Autonomie.
De novembre 2020 à mars 2021, la Giga Shanghai a exporté des packs composés de cellules 2170 LG Chem vers l’usine de Fremont aux Etats-Unis, afin de compenser une baisse de production à la Giga Nevada. Depuis avril 2021, la Giga Shanghai importe des packs composés de cellules 2170 Panasonic pour la production des Model 3 Performance.
Depuis juillet 2021, LG Chem a commencé à fournir à Tesla de nouvelles cellules 2170 à la chimie NMCA (nickel – manganèse – cobalt – aluminium). Celles-ci contiennent plus de nickel (90%) et moins de cobalt (5%). Elles ont donc une meilleure capacité énergétique (18 Wh), comparable aux nouvelles cellules Panasonic (18,3 Wh). Ces cellules devraient peu à peu remplacer les anciennes cellules LG Chem dans le Model Y puis dans la Model 3.
En août 2021, CATL commence également à fournir de nouvelles cellules LFP avec une capacité plus importante. Celles-ci permettent la production d'un nouveau pack batterie de 60 kWh.